# Телешев, Леонид Михайлович
Леони́д Миха́йлович Те́лешев (род. 27 января 1962, Улан-Удэ) — российский поэт, композитор, автор-исполнитель русского шансона.

## Биография
Леонид родился седьмым ребенком в большой семье. Детей воспитывала большей частью мать Антонина Семеновна, по специальности бухгалтер. Леонид единственный, кто в семье оказался связан с музыкой, он считает, что именно в семье ему привили вкус к хорошей песне. Музыку Леонид любил с детства. Рано научился играть на гитаре, после школы окончил Тверское училище культуры им. Львова. В 1983 году, после возвращения из армии, Телешев начал писать стихи и музыку. По его воспоминаниям, первые песни назывались «Любовная игра» и «Просто». Леонид участвовал в художественной самодеятельности и играл в любительских вокально-инструментальных ансамблях. Тем не менее музыка не стала профессией. Леонид Телешев работал водителем, далее спустя годы возглавил Всероссийское общество автомобилистов Тверской области, бизнесмен. Чтобы лучше руководить компанией, он получил высшее юридическое образование. Иногда он пел «для своих», но не помышлял о публичных концертах и выпуске альбомов. С юности Леонид дружил с Михаилом Воробьевым, который позже стал известен всем под именем Михаил Круг. В Твери они были соседями, вместе отдыхали, показывали друг другу свои композиции. В 1992 году Леонид помог Михаилу с записью знаменитого альбома «Жиган-лимон». Впоследствии Круг посвятил Телешеву несколько песен. В 1997 году Леонид Телешев записал в студии композиции «Ты — мой свет» и «Ямщик, не гони лошадей». После гибели Михаила Круга Телешев начал опекать его вдову Ирину. Записав для неё пластинку, он «заодно» записал и диск песен в собственном исполнении. С 2002 года Телешев начал концертную деятельность, а в 2006-м вышел дебютный альбом исполнителя «Я шел к тебе», включавший 14 треков. Традиционный душевный шансон пришёлся по вкусу публике. С 2003 года Леонид Телешев организует в Твери фестивали русского шансона «Памяти Михаила Круга». На этих фестивалях далеко не все поют песни Михаила Круга — Телешев рассматривает мероприятие как смотр молодых талантов жанра, подкрепленный выступлением корифеев. Фестивали транслируются по «Шансон ТВ» и дали путевку в жизнь многим начинающим артистам. В 2004 году в хит-параде «Радио Шансон» появился дуэт с Ириной Круг «Друзьям». Телешев является председателем Фонда творческого наследия Михаила Круга. Песни Леонида звучат на «Радио Шансон», он выступал на фестивалях радиостанции и других многочисленных фестивалях — «Достойная песня» и «Новогодний шансон» в Санкт-Петербурге, «Славянский базар» в Витебске и др. В 2008 году Телешев выпустил диск «Между мной и тобой», большинство песен которого объединены темой любви к женщине. С Леонидом Телешевым работает группа «Транзит» в составе: Анатолий Котов (гитара), Виктор Зябкин (клавишные), Сергей Петросян (ударные), Сергей Королев (бас). Телешев исполняет песни Владимира Бочарова, Вадима Доморощина, Игоря Малинина, Сергея Бабакова и других авторов. Многие его композиции записаны на знаменитой тверской студии «Салам». Премьера песни «Закусив удила» состоялась летом 2012 года на фестивале «Славянский базар». В 2013-м Леонид Телешев снял клип на совместную песню с Сергеем Славянским «Удача». Женат на Елене Евгеньевне Телешевой. Супруга занимается домом, воспитывает детей, а также помогает Леониду в бизнесе и в музыке, она ездит с ним на гастроли и помогает в организации фестиваля памяти Михаила Круга. Кроме того, является первым слушателем песен Леонида Телешева, причем отказывается слушать наброски, соглашаясь оценивать только готовые варианты. Трое сыновей — Алексей, Иван и Михаил. По стопам отца они не пошли, а поступили в Суворовское училище, выбрав военную карьеру. Лауреат конкурса военной песни в Твери. Премия за «Лучшую лирическую песню» на фестивале в Сочи. «Шансон года-2005» за песни «Осеннее кафе» и «Друзьям» (дуэты с Ириной Круг). Участие в фестивале «Ээхх, Разгуляй!» 2003 г. Участие в фестивале «Ээхх, Разгуляй!» 2011 года с песне «Осень». Медаль «За верность творческому жанру шансон». Награда «Участник боевых действий» за концерты в горячих точках. Леонид Телешев является председателем Всероссийского общества автомобилистов Тверской области. Телешев был первым слушателем песни «Владимирский централ» — Михаил Круг напел её своему другу и соседу в бане. Леонид выступал в Чечне перед солдатами федеральных сил. Любит путешествовать с семьей и готовить мясо на природе. Секрет успеха — исполнять только те песни, которые тебе по душе. Леонид Телешев дружит и сотрудничает с Алексеем Глызиным, Павлом Паскаль, Александром Юрпаловым, Катериной Голицыной, Александром Левшиным, Валерием Курасом и другими популярными артистами эстрады и шансона, в списке дуэтов более 30 песен с известными исполнителями эстрады и шансона.

## Участие в масштабных музыкальных мероприятиях
- 2003 — н.в. - участник и организатор фестиваля шансона имени Михаила Круга
- 2003 — выступление на ежегодном фестивале «Эх, Разгуляй!» в СК «Олимпийский»
- 2005 — участник церемонии премии «Шансон Года» в дуэте с Ириной Круг с песней «Друзьям» в Кремле.
- 2008 — н.в. — участник Международного фестиваля искусств «Славянский Базар» Витебск
- 2011 — выступление на ежегодном фестивале «Эх, Разгуляй 2011!» в СК «Олимпийский»
- 2012 — участие в юбилейном концерте, посвящённом памяти Михаила Круга в дуэте с Алексеем Глызиным с песней «Друзей не забывайте» в ГЦКЗ «Россия»
- 2012 — 2017 — участник ежегодного фестиваля «Всенародная ГУЛЯНКА» в г. Минск, Беларусь.
- 2019 — н.в. — участник Международного фестиваля искусств «Славянский Базар» Витебск

## Дискография
Участники записей альбомов: Студия «Салам» в г. Твери: Михаил Саламов, Игорь Лалетин.
Белорусская компания ООО «Вигма»
- 2006 — Я шёл к тебе
- 2008 — Между мной и тобой
- 2014 — Девочка на белом мерседесе

### Наиболее известные песни
- 2006 — «Я шел к тебе»
- 2006 — «Шоферская»
- 2006 — «А я-то думал»
- 2006 — «Лиза»
- 2006 — «Дай мне забыть»
- 2008 — «Между мной и тобой»
- 2011 — «Осень»
- 2012 — «Девочка на белом Мерседесе»
- 2012 — «Закусив удила»
- 2013 — «Исповедь волка»